# Рупія Нідерландської Східної Індії
Рупія Нідерландської Східної Індії, Японська окупаційна рупія Нідерландської Індії (рупія уряду Японської імперії) (індон. Roepiah) — один з видів грошей, що випускалися в 1944–1945 роках Японською імперією для використання на окупованих у роки Другої світової війни територіях Нідерландської Індії та Португальського Тимору.
Після падіння Сінгапуру в лютому 1942 року японці атакували Нідерландську Індію і зайняли її до 9 березня 1942. У лютому того ж року був окупований і Португальська Тимор . Для використання на окупованих територіях спочатку були випущені купюри з номіналами в центах і гульденах з написами голландською мовою . У 1944 році, враховуючи антіголландскіе настрої населення, розпочато випуск банкнот в рупіях . Спочатку були випущені купюри номіналом 100 і 1000 рупій з написом на індонезійському " Pemerintah Dai Nippon " (" Уряд великої Японії "); в тому ж році була випущена додаткова серія купюр номіналом ½ , 1 , 5 , 10 і 100 рупій з транслітерацією японських слів " Dai Nippon Teikoku Seifu " (" Уряд Японської імперії "). Двозначна серія цих купюр починалася з літери «S» (Shonan — яскравий, прекрасний південь) [1] [2].
У 1943–1944 роках монетний двір в Осаці виготовив для Нідерландської Індії монети в 1, 5 і 10 вересня. Монети не були доставлені на острови і не були випущені в обіг [3].
У 1945 році, після відновлення португальської адміністрації, в Португальському Тиморі відновлено випуск тиморської Патакі. У Нідерландської Індії окупаційні гульдени і рупії були вилучені з обігу і обмінені на гульден Нідерландської Індії в 1946 році у співвідношенні 100:3.

## Див. Також
- Окупаційні гроші Японської імперії